# Colin Clark (economista)
Colin Grant Clark foi um economista e estatístico britânico-australiano. Ele foi pioneiro no uso do Produto Nacional Bruto ("PNB") como base para o estudo de economias nacionais.

## Obras
- The National Income, 1924–31, 1932.
- The Economic Position of Great Britain, com A.C.Pigou, 1936.
- National Income and Outlay, 1937.
- A Critique of Russian Statistics, 1939.
- Conditions of Economic Progress, 1940.
- The Economics of 1960, 1942.
- Statistical Society
- Australian Hopes and Fears, 1958
- Growthmanship, 1961.
- Economics of Subsistence Agriculture, com M.R. Haswell, 1964.
- Population Growth and Land Use, 1967.
- Starvation or Plenty?, 1970.
- Poverty Before Politics, 1977.
- The Economics of Irrigation com J. Carruthers, 1981.
- Regional and Urban Location, 1982.

### Obras traduzidas para português
- A Economia da Agricultura de Subsistência, com M.R. Haswell, 1971 ISBN 9789722602907
- Crescimento da População e Utilização da Terra, 1971 ISBN 9789722602532
- Fome Ou Abundância?, 1976 ISBN 9789722603478